# Carl Eduard Adolph Gerstäcker
Carl Eduard Adolph Gerstäcker (ur. 30 sierpnia 1828 w Berlinie, zm. 20 czerwca 1895 w Greifswaldzie) – niemiecki zoolog, entomolog.
Od 1847 studiował medycynę i nauki przyrodnicze w Berlinie, zwłaszcza zoologię, w 1852 zdał państwowy egzamin lekarski i doktorat, a po pewnym czasie pracy jako lekarz został adiunktem w Muzeum Zoologicznym w Berlinie. Pracował pod kierunkiem Johanna Kluga jako entomolog, doktorat uzyskał w 1855, habilitował się z zoologii w 1856 i w tym samym roku został kustoszem Kolekcji Entomologicznej; W 1864 objął również posadę wykładowcy w Wyższej Szkole Rolniczej w Berlinie, w 1874 został mianowany profesorem nadzwyczajnym zoologii, a w 1876 wyjechał do Greifswaldu jako profesor zwyczajny zoologii. 

## Wybrane prace
- Monographie der Endomychiden, 1858
- Handbuch der Zoologie (mit Wilhelm Peters und Julius Victor Carus), Leipzig 1863-1875
- Abschnitt: Arthropoda, in Klassen und Ordnungen des Thierreichs, 1866-93